# 越喜来村
越喜来村（おっきらいむら / おきらいむら）は、1956年（昭和31年）まで岩手県気仙郡にあった村。現在の大船渡市三陸町越喜来にあたる。

## 沿革
- 1889年（明治22年）4月1日 - 町村制施行にともない、旧来の越喜来村単独で村制施行。
- 1956年（昭和31年）9月30日 - 吉浜村・綾里村と合併し、三陸村となる。

## 行政

### 歴代村長
| 代 | 氏名         | 就任                       | 退任                       | 備考 |
| -- | ------------ | -------------------------- | -------------------------- | ---- |
| 1  | 及川市太郎   | 1889年（明治22年）5月11日  | 1898年（明治31年）3月11日  |      |
| 2  | 及川栄治     | 1898年（明治31年）7月1日   | 1901年（明治34年）8月15日  |      |
| 3  | 及川周治     | 1901年（明治34年）10月22日 | 1917年（大正6年）1月30日   |      |
| 4  | 熊谷久太郎   | 1917年（大正6年）2月23日   | 1919年（大正8年）3月22日   |      |
| 5  | 平田倉之助   | 1919年（大正8年）5月18日   | 1921年（大正10年）4月30日  |      |
| 6  | 水野熊三郎   | 1921年（大正10年）5月11日  | 1923年（大正12年）8月6日   |      |
| 7  | 刈谷祐左ェ門 | 1923年（大正12年）8月28日  | 1925年（大正14年）7月11日  |      |
| 8  | 及川庸三郎   | 1925年（大正14年）9月17日  | 1927年（昭和2年）2月12日   |      |
| 9  | 及川周治     | 1929年（昭和4年）4月10日   | 1933年（昭和8年）3月14日   | 再任 |
| 10 | 及川庸三郎   | 1933年（昭和8年）3月17日   | 1934年（昭和9年）6月21日   | 再任 |
| 11 | 石川敏蔵     | 1934年（昭和9年）7月23日   | 1935年（昭和10年）3月31日  |      |
| 12 | 刈谷半右ェ門 | 1935年（昭和10年）8月4日   | 1938年（昭和13年）3月20日  |      |
| 13 | 及川久三郎   | 1938年（昭和13年）4月7日   | 1939年（昭和14年）9月7日   |      |
| 14 | 及川富治郎   | 1939年（昭和14年）10月9日  | 1943年（昭和18年）10月8日  |      |
| 15 | 刈谷半右ェ門 | 1943年（昭和18年）10月10日 | 1945年（昭和20年）12月30日 | 再任 |
| 16 | 及川市之亟   | 1946年（昭和21年）2月8日   | 1948年（昭和23年）3月26日  |      |
| 17 | 熊谷畄之助   | 1949年（昭和24年）4月5日   | 1955年（昭和30年）4月30日  |      |
| 18 | 及川富七郎   | 1955年（昭和30年）5月1日   | 1956年（昭和31年）9月29日  |      |